# Історія нафтогазовидобування у Венесуелі
Історія нафтогазовидобування у Венесуелі

Видобуток нафти на західному березі озера Маракайбо, 1940-ві роки

Мексиканська революція та її наслідки в нафтовій галузі змусили нафтові компанії та інвесторів шукати більш стабільні регіони капіталовкладень. Список перспективних регіонів відкривала Венесуела, де нафту використовували ще з доколумбових часів. Перші розробки нафти нових часів відносять до 1878 р., коли в штаті Тачіра (на заході Венесуели) в місцях виходу важкої нафти на поверхню було пробурені кілька свердловин глибиною близько 20 м, загальною продуктивністю до 15 барелів за добу (нафту переробляли на світильну олію).
Президент Венесуели Хуан Гомес (керував країною з 1908 по 1935 рр.), вбачаючи в нафті вірний спосіб особистого збагачення й можливість поповнення бідного бюджету аграрної країни, надав іноземним нафтовим компаніям та дрібним артілям і підприємцям найвигідніші умови для пошуку та розробки венесуельської нафти. Коли багата нафта була знайдена, він навіть видав спеціальний «Нафтовий закон» (умови концесій, податки, орендна плата тощо), яким юридично закріплював вигідні інвесторам умови.
У 1910 р. американська компанія «Нью-Йорк енд Бермудес» розпочала розробку великого асфальтового озера Гуаноко в Східній Венесуелі. Одночасно вона пробурила декілька пошукових свердловин і знайшла в 1913 р. невелике родовище важкої нафти, що давало підстави для подальших пошуків.
Першою з великих нафтових компаній Венесуелою зацікавилась британсько-нідерландська «Ройял Датч Шелл», придбавши результати геологічних досліджень в американської кампанії «General Asphalt Co». Пошукові роботи в 1912 р. почала дочірня компанія «Шелл» — «Карібіен петролеум компані» в східній частині найбільшого в Південній Америці озера Маракайбо, відомого зі славнозвісної «Одіссеї капітана Блада». Комерційний видобуток (спершу — доволі скромний) розпочався з 1914 р. з відкриттям родовища Мене-Гранде.
Керівництво «Шелл» орієнтувалося на світове домінування в нафтовидобуванні: «Ми не можемо програти боротьбу за нові території… Наші геологи є всюди, де зберігається хоч якийсь шанс на успіх». Умови ведення пошукових робіт у Венесуелі були ще більш важкими й небезпечними, ніж на Середньому Сході. Малярія та інші інфекційні хвороби, майже повне бездоріжжя та відсутність електрифікації, ненадійні географічні карти, вороже ставлення індіанських племен. Останній фактор обумовив жорстке правило — вирубувати джунглі навколо робочої ділянки на відстань льоту індіанських стріл. Дослідження, які провели американські картографи та геологи на замовлення «Стандард Ойл оф Нью-Джерсі», свідчили, що бурити свердловини в умовах Венесуели обійдеться дорожче, ніж розробляти сланцеву нафту в США, але керівництво «Стандард Ойл» вирішило зайти у Венесуелу, незважаючи на очікуване загострення конкуренції з «Ройял Датч Шелл».
До 1922 р. залишалися під сумнівом потенціал венесуельської нафти та доцільність великих інвестицій. 14 грудня 1922 р. свердловина «El Barrosos 2» компанії «Ройял Датч Шелл» на ділянці Ла-Росса в басейні озера Маракайбо дала фонтан продуктивністю 100 тис. барелів на добу. Цікаво, що вибрав цю ділянку й керував бурильними роботами славнозвісний інженер-нафтовик Джордж Рейнолдс, той самий, який півтора десятиріччя тому відкрив першу нафту Персії поблизу Месджеде-Солейман. Після епохального відкриття нафти Середнього Сходу «Англо-Перська нафтова компанія» відправила Рейнолдса у відставку («Мавр виконав свою роботу, мавр може йти»). Компанія «Шелл» запропонувала досвідченому нафтовику «ще раз здивувати світ». Це може здаватися містикою, бо у Венесуелі на той час працювали десятки нафтових компаній (три з них — з першого десятка), сотні спеціалістів — інженерів, геологів, бурильників, дрібних підприємців, але перше гігантське родовище країни відкрив саме Рейнолдс, причому ділянка Ла-Росса вважалася геологами й керівництвом «Шелл» малоперспективною, а прихильність до неї Рейнолдса — дивацтвом. Якщо слово «геній» придатне для характеристики шукача нафти, то це найбільш підходящий випадок в історії, оскільки одна людина відкрила світу дві нафтові «наддержави» в Західній Азії та Південній Америці (за запасами нафти Венесуела займає зараз перше місце в світі, Іран — четверте).
Відкриття родовища Ла-Росса робило Венесуелу нафтовою країною світового значення. «Нафтова лихоманка» вибухнула з небувалою силою. Понад сто американських і англійських нафтових груп почали активні розвідки й полювання за ділянками. Нафтовий бум вміло використав для збагачення диктатор Хуан Гомес та його найближчі підлеглі, які отримували концесії на розробку ділянок і вигідно перепродавали їх іноземним кампаніям. Для монополізації цієї прибуткової справи була створена фіктивна компанія «Compania-Venezolana de Petroleo», через яку фактично йшла торгівля концесіями. Але треба віддати належне генералові — «торгівля» йшла без обману і загальні умови нафтовики вважали прийнятними.
Щасливі знахідки йшли одна за одною. У цей період були відкриті потужні родовища: Лагунільяс, Ла-Пас і Кірікіре. Новим успіхом, який завдяки прогресивним технологіям підводного буріння отримала компанія «Стандард Ойл оф Нью-Джерсі» у 1928 р. стала розробка донної частини озера Маракайбо, яка виявилася вельми перспективною . Якщо в 1921 р. Венесуела видобула близько 1,4 млн барелів нафти, то в 1928 р. — 137 млн барелів (за сім років видобуток зріс майже в сто разів) і країна вийшла на друге місце в світі після США. У 1937 р. з відкриттям промислових скупчень нафти в еоценових відкладах родовища Лагунільяс (нижче продуктивних пластів міоцену) розпочалася розробка глибоких горизонтів.
Для запобігання можливості націоналізації нафтової промисловості за прикладом Мексики провідні нафтові компанії будували потужні нафтопереробні заводи не в самій Венесуелі, а на прилеглих Антильських островах, що належали Нідерландам, зокрема на Арубі, Кюрасао та ін., які повністю контролювалися власниками нафти. Венесуела стала найбільшим постачальником для компанії «Ройял Датч Шелл» і загалом для Великої Британії. Не зважаючи на велику кількість діючих видобувних підприємств, близько 80 % видобутку отримували чотири компанії — британсько-нідерландська «Ройял Датч Шелл» та американські «Ґалф Ойл», «Стандард Ойл оф Нью-Джерсі» і «Пан-Америкен Петролеум» (остання в 1925 р. була придбана «Стандард Ойл оф Індіана» й працювала через дочірню компанію «Лаго петролеум», а в 1932 р. передала свої зарубіжні активи «Стандард Ойл оф Нью-Джерсі»).
Домінування «Ройял Датч Шелл» у Венесуелі ще більше загострило протистояння з групою «Стандард Ойл», апогеєм якого можна вважати Чакську війну 1932—1935 років. У 1928 р. з'явилися припущення, що район Чако на кордоні між Болівією та Парагваєм може містити великі запаси нафти. Його територіальна приналежність завжди викликала міждержавну суперечку (кордон між провінціями колишньої Іспанської Америки в цих місцях не був чітко визначений). Оскільки цей район з географічних і природних причин був, можливо, один з найменш сприятливих для життя людини, то тривалий час протиріччя згладжувалися еволюційним шляхом. Проте в нових умовах, коли уряди Болівії та Парагваю вже очікували (кожний для себе) майбутні нафтові надходження — розпочалися військові дії. Можливо до великої війни й не дійшло б, оскільки бідність фінансовими й людськими ресурсами обох країн не сприяли веденню тривалої виснажливої війни, але американська «Стандард Ойл» почала підтримувати Болівію, а британсько-голландська «Ройял Датч Шелл» — Парагвай (звісно, робилося це за майбутні нафтові концесії). Результатом стала повномасштабна війна у якій загинуло понад 60 тис. болівійців і 32 тис. парагвайців, з обох боків було близько 30 тис. полонених, економіка обох країн була доведена до руйнівного стану. Формальну «перемогу» здобув Парагвай (він отримав ¾ спірних територій, Болівія — ¼). «Усмішка диявола» проявилась тоді, коли після довгоочікуваної «перемоги» всі зусилля знайти нафту в районі Чако виявилися марними, її не знайшли ні великої, ні малої…
У роки Другої світової війни попит на венесуельську нафту різко зріс, що сприяло подальшим пошукам та освоєнню багатих родовищ. У другій половині XX ст. сформувалися контури потужного нафтогазоносного басейну Маракайбо, пов'язаного з міжгірною западиною між грядами Східної Кордильєри. У басейні відкрито 80 родовищ, 5 з яких — вельми потужні: Шельф-Болівар, Ла-Пас, Лама, Ламар, Мене-Гранде. Група родовищ Шельф-Болівар розробляє донну та прибережну північно-східну частину озера Маракайбо й простягається на 35 миль уздовж берега. Загальні запаси нафти тут складають 4,7 млрд т, з них родовище Тіа-Хуана — 2 млрд т, Бачакеро — 1,6 млрд т і Лагунільяс — 1 млрд т. Експлуатується близько 7 тис. свердловин (глибина 190—1500 м). На штучних насипних островах розміщені заводи з переробки нафти й зрідженню газу, численні резервуари нафтосховищ. Шельф-Болівар належить і управляється державною «Венесуельською нафтовою компанією» («Petroleum of Venezuela»). Її утворення та одночасна націоналізація венесуельської нафти відбулися наприкінці 1975 р. Займає 7-ме місце в світі за обсягами видобутку нафти, роблячи Венесуелу п'ятою в світовому рейтингу експортерів нафти.